# Batalla de Cádiz (1656)
En 1656, durante el transcurso de la guerra que la Commonwealth inglesa bajo el gobierno de Oliver Cromwell había declarado a España el año anterior, la flota inglesa del vicealmirante Richard Stayner acechó y atacó la flota de Indias española, que regresaba de América bajo el mando de Juan de Hoyos.  
En el ataque, ocurrido frente a la costa de Cádiz, los ingleses hundieron dos naves españolas, y capturaron uno de los galeones, apoderándose de una cantidad de riquezas valoradas en dos millones de pesos.  Las otras cuatro naves españolas consiguieron llegar a puerto. El marqués de Baides, exgobernador de Chile, murió en la batalla.